# Fernanda Pivano
Fernanda Pivano, detta Nanda (Genova, 18 luglio 1917 – Milano, 18 agosto 2009), è stata una traduttrice, scrittrice, giornalista e critica musicale italiana.

## Biografia

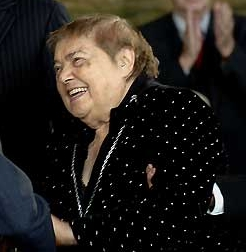
Fernanda Pivano, 2006.

Festival internazionale dei poeti nel 1979 a Castelporziano: Allen Ginsberg e Fernanda Pivano.

Fernanda Pivano nacque a Genova il 18 luglio 1917 in una benestante famiglia alto-borghese, che ella stessa soleva definire vittoriana, secondogenita di due figli di Riccardo Newton Pivano (1881-1963), direttore dell'Istituto di Credito Marittimo, di origini in parte scozzesi, e di Mary Smallwood (1891-1978), figlia a sua volta di Elisa Boggia e dell'inglese Francis Smallwood, uno dei fondatori della Berlitz School italiana. Pivano aveva un fratello maggiore, Franco (1911-1956).
La sua formazione avviene a Torino, dove si era trasferita con la famiglia nel 1929. Frequenta il liceo classico Massimo d'Azeglio, dove ha come compagno di classe in quarta e quinta ginnasio Primo Levi e, come supplente di italiano, Cesare Pavese. Sia Pivano che Levi non vengono ammessi agli orali dell'esame di maturità perché i loro temi per lo scritto sono giudicati "Non idonei" in quanto trattanti tematiche antifasciste. Nel 1938 Pavese le porta quattro libri in inglese che segnarono il suo destino di scrittrice e traduttrice, facendola appassionare alla letteratura statunitense: Addio alle armi di Ernest Hemingway – che tradusse clandestinamente in lingua italiana –, Foglie d'erba di Walt Whitman, Antologia di Spoon River di Edgar Lee Masters e l'autobiografia di Sherwood Anderson.
Nel 1940 consegue il diploma in pianoforte al Conservatorio di Torino, diretto da Franco Alfano. Il 17 giugno 1941 si laurea in lettere, con una tesi su Moby Dick di Herman Melville. Il 22 giugno 1943 si laurea in filosofia ad indirizzo pedagogico sotto la guida di Nicola Abbagnano, con una tesi dal titolo Il valore della simpatia nell'educazione.

L'inizio della sua carriera letteraria risale al 1943, quando pubblica per Einaudi la sua prima traduzione della Antologia di Spoon River, sotto la guida di Cesare Pavese; a Torino viene arrestata perché si reca al comando delle SS dove era trattenuto il fratello Franco, catturato poiché in una precedente retata presso la sede dell'Einaudi di Torino era stato trovato il contratto, erroneamente intestato al fratello, per la traduzione del romanzo di Ernest Hemingway Addio alle armi. Questo romanzo sarà pubblicato in Italia solo nel 1945 perché ritenuto lesivo dell'onore delle Forze Armate dal regime fascista, sia per la descrizione della disfatta di Caporetto sia per un certo antimilitarismo sottinteso nell'opera. Il fratello viene immediatamente rilasciato, ma Fernanda viene arrestata e interrogata a lungo da due ufficiali tedeschi e poi rilasciata.

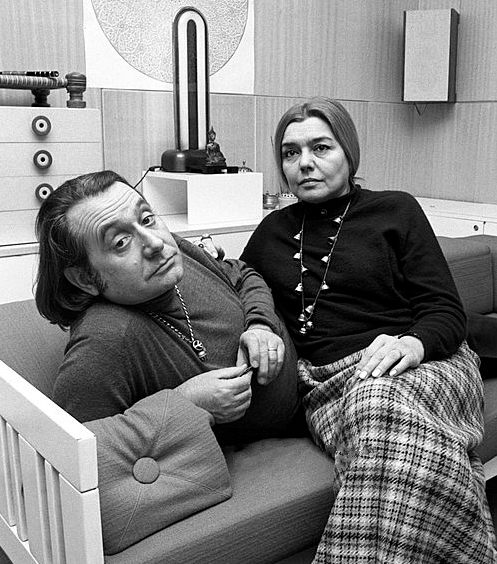
Milano, 1969: Fernanda Pivano e il marito Ettore Sottsass

Nel 1949 sposa l'architetto e designer Ettore Sottsass junior e si trasferisce quindi a Milano. Il matrimonio si incrina nel 1971 con alti e bassi finché, nel 1990, Sottsass, dopo la separazione, chiederà il divorzio.
Nel 1956 compie il primo viaggio negli Stati Uniti, finanziato dall'United States Information Service, che sarà seguito da numerosi altri viaggi in America e in molti altri paesi di tutto il mondo. Nel gennaio 1959 pubblica sulla rivista di filosofia aut aut un articolo dal titolo La Beat Generation, tra i primi in Italia a trattare questo nuovo movimento. Pivano ebbe un forte interessamento verso la poesia beat italiana, che sviluppò negli anni sessanta, grazie anche al progetto editoriale East 128 (dal numero della camera di Sottsass, ricoverato per un'infezione renale al centro medico della Stanford di Palo Alto) e alla rivista di tendenza psichedelica e pacifista da lei creata e diretta, Pianeta fresco, il cui progetto grafico venne ideato e curato da Roberto Pieracini, progettista grafico assieme a Sottsass, nello studio di quest'ultimo. Allen Ginsberg è "direttore irresponsabile" dei due numeri della rivista che in breve tempo diventa celebre e introvabile. In quel periodo Pivano incentivò la crescita di alcuni giovani poeti, tra i quali il torinese Gianni Milano e il lucano Antonio Infantino.
Dopo aver tradotto e studiato i lavori dei maggiori classici statunitensi, tra cui Francis Scott Fitzgerald, Ernest Hemingway e William Faulkner, promuove la valorizzazione in Italia degli scrittori della Beat Generation, tra cui Allen Ginsberg, Jack Kerouac, William Burroughs e Gregory Corso. Lo stesso fece per autori come Henry Miller e Charles Bukowski.
Nel 1972 incontra lo psicoanalista, regista e sceneggiatore Ottavio Rosati, con il quale avrà una relazione durata oltre trent'anni.

Il 16 dicembre 1998 viene inaugurata, al numero 16 di Corso di Porta Vittoria a Milano, la struttura destinata ad accogliere il patrimonio librario e documentario di Fernanda Pivano e i volumi del padre Riccardo. La Biblioteca Riccardo e Fernanda Pivano è una sezione staccata della Biblioteca/Centro documentazione della Fondazione Benetton Studi e Ricerche di Treviso, che oggi ha sede presso la Fondazione del Corriere della Sera insieme al patrimonio storico-letterario lasciato dalla stessa scrittrice per mano del suo erede, l'editore Michele Concina. 

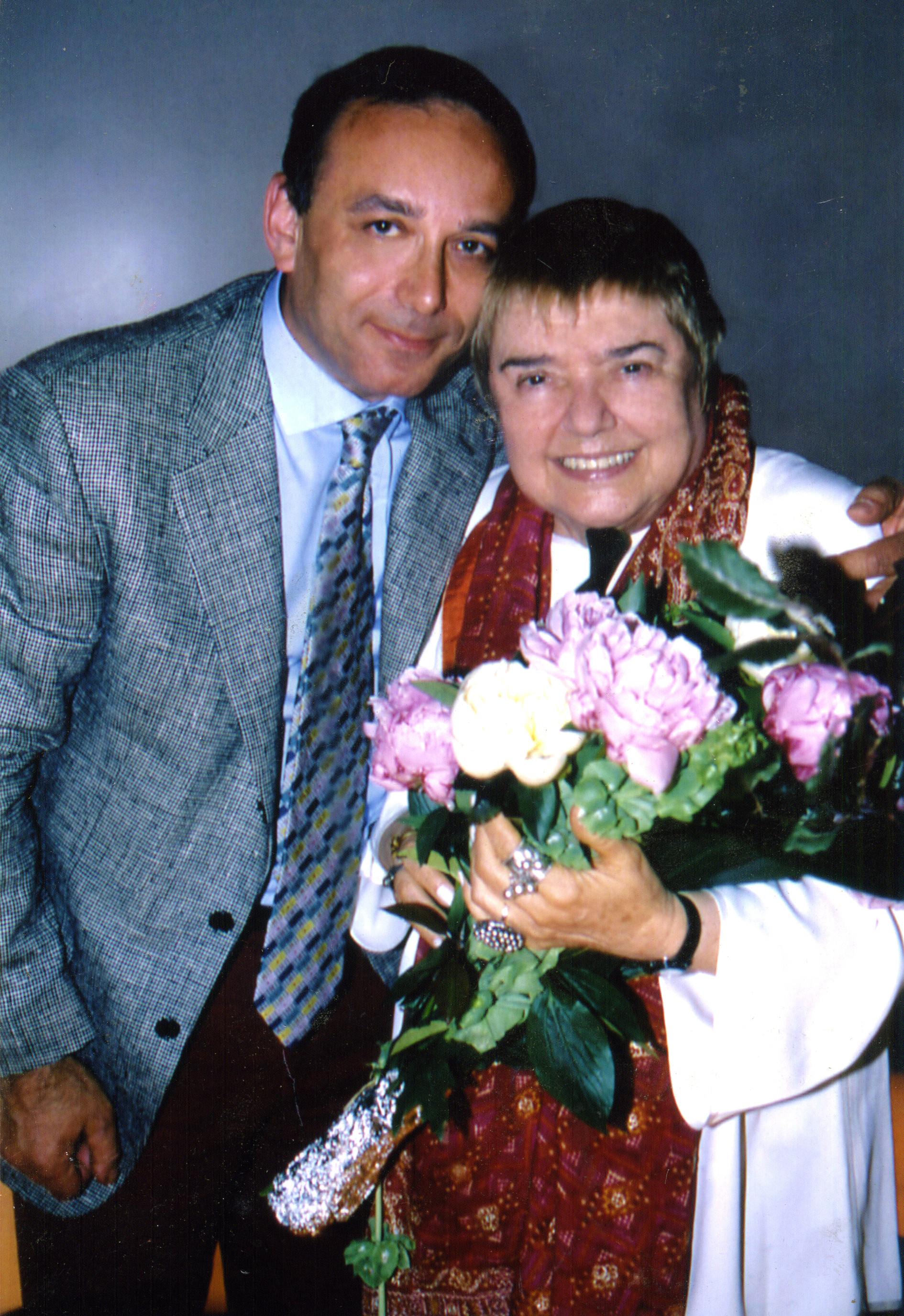
Milano, 1997: Fernanda Pivano e Ottavio Rosati al teatro Armani.

Nell'estate 2001 "Panorama" annuncia il primo documentario sulla vita di Pivano: Generazioni d'amore - Le quattro americhe di Fernanda Pivano di Ottavio Rosati, psicoanalista e regista, intimo amico di Pivano dal 1973. Il docu-film, girato nel palazzo di Trastevere dove Pivano ha ambientato i suoi due romanzi editi da Rusconi e riedito nel 2020 da Istituto Luce Cinecittà, presenta un rap di Jovanotti e brani del libro I miei quadrifogli (Frassinelli) letti da Bernardo Bertolucci, Piera Degli Esposti, Chiara Caselli, Luciano Benetton, Alessandro Haber, Aldo Carotenuto, Valeria Moriconi e contiene sequenze di Gregory Corso e Allen Ginsberg girate da Costanzo Allione al Naropa Institute di Boulder. Nel 2001 Pivano gira anche per Fandango il film A Farewell To Beat scritto da Andrea Bempensante per la regia di Luca Facchini. Il documentario racconta il viaggio in America per ritrovare amici e luoghi cari. Entrambi i film sono nel programma del 19° Torino Film Festival del novembre 2001. Alessandro Cecchi Paone presenta il film di Ottavio Rosati, mentre la proiezione del film di Fandango alla presenza di Pivano con Fabio Fazio è annullata a causa di un incendio che scoppia in sala proprio nel momento in cui la scrittrice mette piede sul red carpet. Pivano dichiara alla stampa che non può essere un caso: «Molti odiano l'America che io glorifico». Un mese dopo però le indagini escluderanno la sua natura dolosa.
Nel corso della sua attività, Fernanda Pivano si è anche occupata di musica, scrivendo nel 1966 il primo articolo giornalistico su Bob Dylan collaborando negli anni settanta con la rivista "Muzak" e occupandosi spesso di cantautori. Importante da ricordare la collaborazione, inoltre, con Fabrizio De André, che prese spunto per il suo album Non al denaro, non all'amore né al cielo dalla traduzione in italiano, a cura della Pivano, della raccolta poetica Antologia di Spoon River di Edgar Lee Masters; Pivano realizzò anche l'intervista al cantautore pubblicata sul retro di copertina. A De André, Pivano consegnò nel 1997 il Premio Lunezia.

### Morte
Fernanda Pivano muore, all'età di novantadue anni, la sera del 18 agosto 2009 nella clinica milanese Don Leone Porta, dove era ricoverata da qualche tempo. I funerali si svolgono il 21 agosto nella basilica di Santa Maria Assunta di Carignano a Genova, dove dieci anni prima erano stati celebrati i funerali di Fabrizio De André. Una delle ultime apparizioni di Pivano era avvenuta proprio l'11 gennaio di quell'anno nel corso della puntata speciale della trasmissione Che tempo che fa dedicata al cantautore ligure, in occasione del decennale della scomparsa. 
L'orazione funebre viene officiata, in una chiesa gremita, da don Andrea Gallo con una vibrante commemorazione. Dopo la cremazione, è stata sepolta nel cimitero di Staglieno a Genova, accanto alla madre.

## Traduzioni
- Jeanne Hersch, L’illusione della filosofia (L’illusion de la philosophie, 1936), prefazione di Nicola Abbagnano, Torino, Einaudi, 1942.
- Edgar Lee Masters, Antologia di Spoon River (The Spoon River Anthology, 1915), prefazione di F.P., Torino, Einaudi, 1943 (scelta); Torino, Einaudi, 1947 (completa); Alpignano, Alberto Tallone, 2007 (scelta, con nuova prefazione F.P.).
- Charles Dickens, Barnaby Rudge (Barnaby Rudge, 1841), introduzione di F.P., Milano, Frassinelli, 1945.
- John Locke, Pensieri sull’educazione (Thoughts about Education, 1693), introduzione e commento di Carlo Augusto Viano, Torino, Paravia, 1945 (nell’edizione 1946, introduzione e note di F.P.).
- James Fenimore Cooper, L’ultimo dei Mohicani (The Last of the Mohicans, 1826), introduzione di F.P., Torino, UTET, 1946.
- Sherwood Anderson, Storia di me e dei miei racconti (A Story Teller’s Story, 1924), prefazione di F.P., Torino, Einaudi, 1947.
- Ernest Hemingway, Morte nel pomeriggio (Death in the Afternoon, 1932), Torino, Einaudi, 1947.
- Elizabeth Goudge, Il delfino verde: il segreto di un amore disperato (Green Dolphin Country, 1944), Milano, Bompiani, 1948.
- Raymond Queneau, Il pantano (Le chiendent, 1933), Torino, Einaudi, 1948.
- Richard Wright, I ﬁgli dello zio Tom (Uncle Tom’s Children, 1938), Torino, Einaudi, 1949.
- Dwight Eisenhower, Crociata in Europa (Crusade in Europe, 1948), Milano, Mondadori, 1949.
- Ernest Hemingway, Addio alle armi (A Farewell to Arms, 1929), Milano, Mondadori, 1949.
- William Demby, Festa a Beetlecreek (Beetlecreek, 1950) Milano, Mondadori, 1950.
- William Faulkner, Non si fruga nella polvere (Intruder in the Dust, 1948), Milano, Mondadori, 1951.
- Thornton Wilder, Idi di marzo (Idis of March, 1948), Milano, Mondadori, 1951.
- Richard Wright, Cinque uomini (raccolta di racconti pubblicati in rivista), Milano, Mondadori, 1951.
- Ernest Hemingway, Il vecchio e il mare (The Old Man and the Sea, 1952), Milano, Mondadori, 1952.
- Edgar Allan Poe, Murder Tales and Other Stories, Roma, Casini, 1953.
- William Faulkner, Requiem per una monaca (Requiem for a Nun, 1951), Milano, Mondadori, 1955.

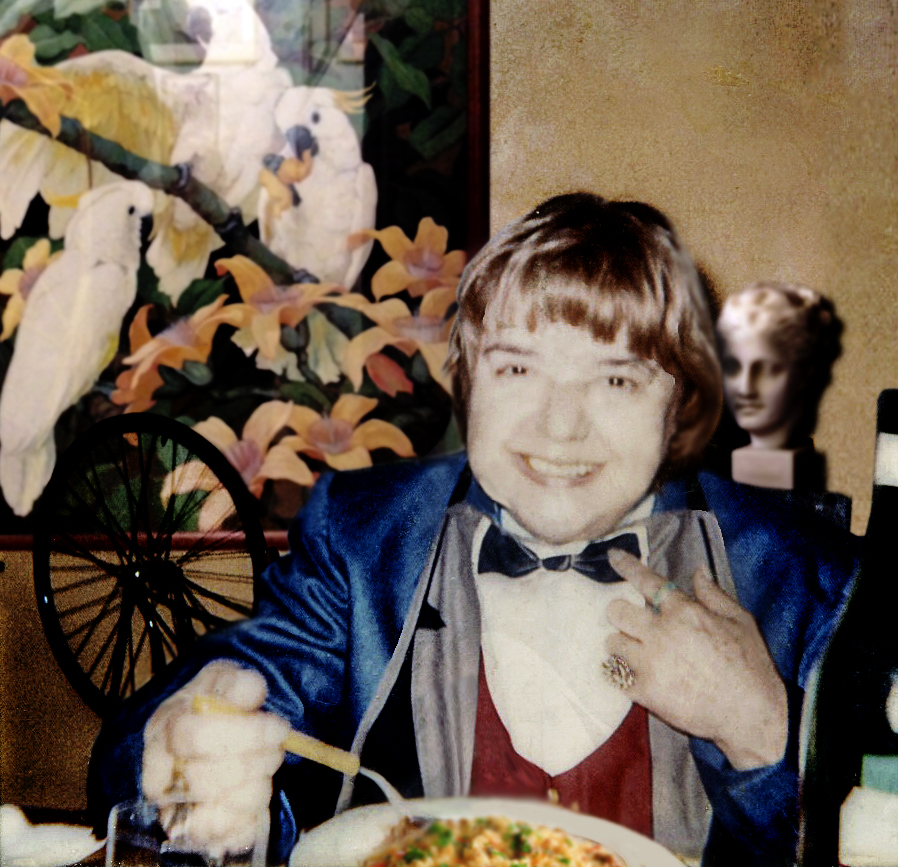
Roma, 1976: la festa di Natale "Luna Rossa" alla kasbah, la casa romana a Trastevere.

- William Faulkner, La pallida Zilphia Gant (Miss Zilphia Gant, 1932), Milano, Il Saggiatore, 1959.
- William Faulkner, La famiglia Stevens (Knight's Gambit, 1949), Milano, Mondadori, 1963.
- Ernest Hemingway, Di là dal fiume e tra gli alberi (Across the River and Into the Trees, 1950), Milano, Mondadori, 1965.
- Allen Ginsberg, Jukebox all’idrogeno (Howl and other poems, 1956, e Kaddish and other poems, 1961), Milano, Mondadori, 1965.
- Thornton Wilder, Piccola città (Our Town, 1938), introduzione di F.P., Roma, Gli Associati, 1975.
- Gertrude Stein, Autobiografia di tutti (Everybody’s Autobiography, 1937), a cura di F.P., Milano, La Tartaruga, 1976.
- Jack Gelber, La connection, Milano, Ubulibri, 1983.
- Irma Blank, No words, Livorno, Belforte, 1994.
- Volo di ritorno. Antologia di racconti afroamericani (1859-1977), Firenze, Le Lettere, 1996.
- Jane Austen, Orgoglio e pregiudizio (Pride and Prejudice, 1813), Torino, Einaudi, 2007.

## Opere

### Romanzi
- Cos’è più la virtù, Milano, Rusconi 1986-18-06017-1 - ISBN 88 - 18-06017-1 ; Venezia, Marsilio, 1997 (col titolo Dov’è più la virtù).
- La mia kasbah, Milano, Rusconi, 1988 - ISBN 88-18-06043-0; Venezia, Marsilio, 1989.
- I miei quadrifogli, prefazione di Jovanotti, Milano, Frassinelli, 2000. ISBN 88-7684-591-7.
- Una favola, illustrata da Fiorenza Casanova, Capriasca, Pagine d'Arte, 2001. ISBN 88-86995-43-1.

### Saggi
- La balena bianca e altri miti, Milano, A. Mondadori, 1961.
- Auguri per sempre, Milano, East 128, 1963; Roma, Franca May, 1991 (col titolo Auguri per sempre; Le belle ragazze).
- Poesia degli ultimi americani, a cura di, Milano, Feltrinelli, 1964.
- America rossa e nera, Firenze, Vallecchi, 1964.
- Le belle ragazze, Milano, East 128, 1965; Roma, Franca May, 1991 (col titolo Auguri per sempre; Le belle ragazze).
- L'altra America negli anni Sessanta. Antologia in due volumi, a cura di, Roma, Officina-Lerici, 1971-1972.
- Beat hippie yippie. Dall'underground alla controcultura, Roma, Arcana, 1972; Bompiani, Milano, 1996-2017, ISBN 978-88-452-8357-4 [trad. francese Beat hippie yippie, Christian Bourgois, Paris, 1977].
- C'era una volta un beat. 10 anni di ricerca alternativa, Roma, Arcana, 1976.
- Mostri degli anni Venti, Milano, Il Formichiere, 1976; BUR, Rizzoli, 1982; con l'aggiunta di un brano, La Tartaruga, Milano, 1994-2002; ora col titolo Leggende Americane[21], Bompiani, Milano, 2011-2017, ISBN 978-88-452-9289-7.
- L’altra America degli anni Sessanta (a cura di), 5 voll., Roma, Officina, 1971; Milano, Il Formichiere, 1979; Roma, Arcana, 1993.
- Charles Bukowski, Quello che mi importa è grattarmi sotto le ascelle, Milano, SugarCo, 1982; Milano, Feltrinelli, 1997 [trad. americana Laughing with the Gods, Sun Dog Press, Northville, Michigan, 2000].
- Hemingway, Milano, Rusconi, 1985-1996, ISBN 88-18-23004-2; Bompiani, Milano, 2001-2017, ISBN 978-88-452-8356-7 [trad. rumena Hemingway, Editura Univers, Bucuresti, 1988].
- Amici scrittori. Quarant'anni di incontri e scoperte con gli autori americani, Milano, A. Mondadori, 1995. ISBN 88-04-38452-2.
- Altri amici, altri scrittori, Milano, Mondadori, 1997. ISBN 88-04-42215-7.
- Viaggio americano, Milano, Bompiani, 1997-2017, ISBN 978-88-452-9287-3.
- Album americano. Dalla generazione perduta agli scrittori della realtà virtuale, Milano, Frassinelli, 1997. ISBN 88-7684-418-X.
- American Writers selected by Fernanda Pivano, note e apparato didattico a cura di Paola Loreto, Milano, Garzanti Scuola, 1998.
- Dreamers. La generazione che ha cambiato l’America (con Cesare Fiumi), Milano, Edimar, 1998.
- Dopo Hemingway. Libri, arte ed emozioni d'America, Napoli, Pironti, 2000. ISBN 88-7937-225-4.
- De André il corsaro, con Cesare G. Romana e Michele Serra, Novara, Interlinea, 2002. ISBN 88-8212-354-5.* Un po' di emozioni, Roma, Fandango, 2002. ISBN 88-87517-35-5.
- The beat goes on, a cura di Guido Harari, Milano, Mondadori, 2004. ISBN 88-04-51202-4.
- Contro la guerra, Collana Frecce, Milano, Mondadori, 2005, ISBN 978-88-045-4507-1.
- Pagine americane. Narrativa e poesia, 1943-2005, Collana Saggi, Milano, Frassinelli, 2005, ISBN 88-7684-864-9.
- I miei amici cantautori, a cura di Sergio Sacchi e Stefano Senardi, Milano, A. Mondadori, 2005. ISBN 88-04-55051-1.
- Beat & Pieces. A complete story of the Beat Generation in the words of Fernanda Pivano with Photographs by Allen Ginsberg, Milano, Photology, 2005. ISBN 88-88359-16-8.
- Spoon river, ciao, fotografie di William Willingthon, Milano, Dreams Creek, 2006. ISBN 88-89906-00-6.
- Ho fatto una pace separata, Milano, Dreams Creek, 2006. ISBN 88-89906-02-2.
- Conversazioni. A tu per tu con i grandi della musica italiana, Novara, De Agostini, 2006 (Milano, BUR, 2008, col titolo: Complice la musica: 30 + 1 cantautori italiani si raccontano a Fernanda Pivano. ISBN 978-88-17-02359-7).
- Lo scrittore americano e la ragazza perbene. Storia di un amore: Nelson Algren e Simone de Beauvoir, Napoli, Pironti, 2007. ISBN 88-7937-394-3
- Diari (1917-1973), Milano, Bompiani, 2008. ISBN 978-88-452-6013-1.
- Un po' di emozioni, con DVD, Roma, Fandango libri, 2009. ISBN 978-88-6044-010-5.
- Diari/2 (1974-2009), Milano, Bompiani, 2010. ISBN 978-88-452-5971-5.
- Libero chi legge, Milano, Mondadori, 2010. ISBN 978-88-04-60124-1.
- Medaglioni, Milano, Skira, 2014. ISBN 978-88-572-2585-2.
- Lo zio Tom è morto, Prefazione di Masolino D'Amico, Collana I Grandi tascabili, Milano, Bompiani, 2015, ISBN 978-88-452-8039-9.
- Viaggi ad alta voce [1968 / 1979], A cura di Enrico Rotelli, Collana Overlook, Milano, Bompiani, 2017, ISBN 978-88-452-9286-6.

## Partecipazioni
- Ha partecipato al video musicale del brano Almeno Credo del cantante Luciano Ligabue.
- Ha scritto e cantato con la PFM per l'album Serendipity la canzone Domo Dozo nel finale del film Generazioni d'amore - Le quattro americhe di Fernanda Pivano.
- Ha partecipato per anni con Aldo Carotenuto al progetto de Il Teatro del tempo, un teatro stabile di psicodramma derivato da quello di J. L. Moreno al Beacon Institute (N. Y.)[22]
- Ha tenuto a battesimo la nascita del Premio Lunezia dedicato al valore musical-letterario delle canzoni italiane, premiando dal 1997 al 1999 Fabrizio De André, Samuele Bersani e Vasco Rossi.[23]

## Documentari
- Generazioni d'amore - le quattro Americhe di Fernanda Pivano, un docufilm di Ottavio Rosati, del 2001, riedito in DVD con il booklet Il teatro del tempo di Fernanda Pivano, Plays, Istituto Luce Cinecittà con Jean Vigo Italia, 2020, CODICE LD 20210 - Torino Cinema Festival 2001.
- Fernanda Pivano. A farewell to beat, un documentario di Luca Facchini, con il libro Un po’ di emozioni, Roma, Fandango doc, 2009.

## Riconoscimenti

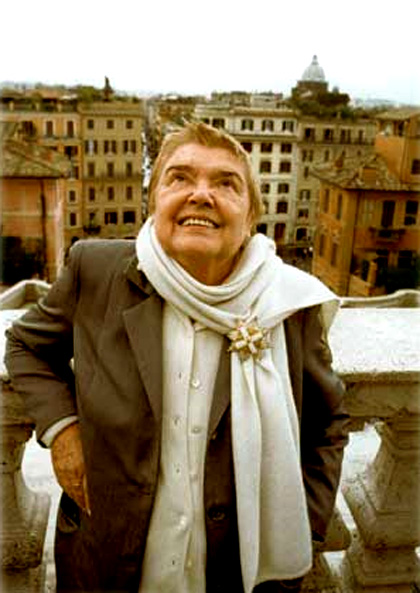
Roma, 1997: Pivano a Trinità dei Monti con decorazione quale cavaliere di gran croce della Repubblica.

Premio Saint Vincent per il giornalismo (1964)

Premio Monselice per la traduzione (1975)

Premio San Gerolamo (1983)

Premio letterario Giovanni Comisso (1985)

Premio Estense (1998)
 Sigillo Longobardo (1999)

Premio "Arte, Scienza e Pace" (2002)

Premio Grinzane Cavour (2003)

Premio Tenco (2005)

Premio Vittorio De Sica per la Letteratura (2006)

## Omaggi in memoria
Nel marzo 2010 esce, edito da Bompiani, il secondo volume dell'autobiografia che raccoglie gli anni che vanno dal 1974 al 2009, escludendo la sua vita privata nel palazzo romano di via Lungara descritto nei suoi unici due romanzi Cos’è più la virtù (1986) e La mia kasbah (1988). Altre esclusioni erano state operate nel primo volume dei Diari (1917-1973) per le famiglie del padre Riccardo Pivano e della madre Mary Smallwood, che non compaiono nell'indice dei nomi. Nel 2011 l’erede Michele Concina la ricorda ideando la mostra Fernanda Pivano. Viaggi, cose, persone al Palazzo delle Stelline di Milano. Ignoti aprono una teca di plexiglas, non dotata di sistemi di sorveglianza e d’allarme, sottraendo gioielli d’oro, d’argento e d’acciaio, per un valore di 200 000 euro, raccolti da Pivano nei suoi viaggi in varie parti del mondo, dagli Stati Uniti al Giappone, dal Nordafrica a Cuba, oltre a quelli realizzati da Arnaldo Pomodoro, Roberto Crippa e dal marito Ettore Sottsass. Enrico Rotelli, assistente della Pivano a Milano per gli ultimi cinque anni Nei Diari 1974-2009 (Bompiani, p.1462), dichiara: «Ha sempre avuto con sé dei gioielli […] Tra quelli a cui teneva di più c’era la spilla Pistilli: ogni pistillo rappresentava gli anni del loro matrimonio». Il 4 settembre 2011 viene presentato alla 68ª Mostra Internazionale d'Arte Cinematografica di Venezia il docufilm Pivano blues - Sulla strada di Nanda, di Teresa Marchesi con Fernanda Pivano e Abel Ferrara, Jovanotti, Piero Pelù, Vasco Rossi, Francesco Guccini, Luciano Ligabue, Fabrizio De André, Dori Ghezzi, Morgan, Premiata Forneria Marconi, Vinicio Capossela, Jay McInerney, Erica Jong, Patti Smith, Lou Reed. La cantante Patti Smith si esibisce sul tappeto rosso in ricordo dell'amica Nanda e viene presentata l'Associazione Culturale Fernanda Pivano Generation, voluta da Pivano stessa.
In occasione del centenario dalla nascita, il 18 luglio 2017 viene trasmesso da Sky Arte HD il documentario Fernanda Pivano - L'altra America, mentre il 27 settembre successivo viene organizzata dal Consolato Generale degli Stati Uniti d'America di Milano, dalla cattedra di letteratura inglese dell’Università di Milano e dall'associazione Amerigo, una giornata di studi intitolata "Fernanda Pivano, tra Italia e Stati Uniti". Ottavio Rosati le dedica lo short La mia Nanda con Milena Vukotic e nel 2018 la commedia Grandi Feste con Fuoco, dove compare col suo nickname romano Luna, contrapposto a quello milanese La Nanda.
Nel marzo 2021 il comune di Genova annuncia che a Fernanda Pivano sarà dedicata una strada. Nel settembre 2021 Rai Tre annuncia una puntata su Fernanda Pivano per la stagione 2021 del programma Illuminate, che racconta le storie di quattro grandi donne italiane. La regia della puntata è di Maria Tilli, mentre il personaggio è interpretato da Valentina Cervi ed è ambientato nei luoghi del Festival della Disobbedienza di Santa Margherita Ligure. Sempre nel settembre 2021 è stata inaugurata a Milano, nel quartiere Romolo, una piazza a lei dedicata, nell'ambito del progetto di riqualificazione urbana The Sign.